# Vašinjče
Vašinjče (nemško Wallersberg) je naselje v Občini Grebinj v Okraju Velikovec na Koroškem v Avstriji.